# 루시퍼 (암호)
루시퍼(Lucifer)는 민간에서 개발한 최초의 블록 암호들에 붙은 이름으로, 1970년대 IBM 소속의 호르스트 파이스텔 등에 의해 제작되었다.
루시퍼의 최종 버전은 파이스텔 암호 구조를 가지고 있었고, IBM에서는 이를 DES의 후보 암호로 제출했고 이에 일부 구조적 수정을 거쳐 DES가 완성되었다.